# Dirty
Dirty es el séptimo álbum de estudio de la banda neoyorquina de rock alternativo y noise rock Sonic Youth. Fue lanzado en el 21 de julio de 1992 por medio de la compañía discográfica DGC Records. Fue producido por Butch Vig, famoso por ser el productor del álbum Nevermind, de Nirvana, álbum que promovió el movimiento grunge por toda la zona. Se lanzaron cuatro sencillos para este álbum, uno de los cuales sólo fue lanzado en Alemania. La revista Entertainment Weekly calificó al álbum como el mejor álbum del año 1992.
Dirty fue bien recibido por la crítica, aunque no más aclamado que sus predecesores Goo, Daydream Nation o EVOL. El álbum es de un sonido crudo, áspero y potente en comparación con Daydream Nation, pero puede definirse como una buena secuela a su álbum Goo, lanzado en 1990. El álbum toca cuestiones políticas con cierto toque irónico (Youth Against Fascism, Swimsuit Issue y Chapel Hill). En él, se hallan similitudes con su álbum lanzado en el año 1987, Sister, al contener ambos canciones con guitarras altamente distorsionadas con tendencias punk, tales como Drunken Butterfly y Purr. Queda claro que este álbum se alejó del propósito de ser considerado una obra maestra como Daydream Nation, o como un intento de acercarse a la corriente principal, como Goo. Aun así, es calificado como una de sus mejores obras realizadas hasta la fecha.
En el 25 de marzo de 2003 se lanzó una reedición doble del álbum: Dirty: Deluxe Edition, que contiene, además de las canciones originales, canciones inéditas, entre rarezas, lados B y demos de canciones lanzadas con anterioridad.

## Listado de temas
Todas las canciones fueron escritas por Sonic Youth, salvo Nic Fit, que fue escrita por Untouchables.

### Lanzamiento de 1992
1. "100%" (letra Kim Gordon/voz Thurston Moore) – 2:28
2. "Swimsuit Issue" (letra/voz Gordon) – 2:57
3. "Theresa's Sound-World" (letra/voz Moore) – 5:27
4. "Drunken Butterfly" (letra/voz Gordon) – 3:03
5. "Shoot" (letra/voz Gordon) – 5:16
6. "Wish Fulfillment" (letra/voz Lee Ranaldo) – 3:24
7. "Sugar Kane" (letra/voz Moore) – 5:56
8. "Orange Rolls, Angel's Spit" (letra/voz Gordon) – 4:17
9. "Youth Against Fascism" (letra/voz Moore) – 3:36
10. "Nic Fit" (Untouchables) (voz Moore) – 0:59
11. "On the Strip" (letra/voz Gordon) – 5:41
12. "Chapel Hill" (letra/voz Moore) – 4:46
13. "Stalker" (letra/voz Moore) – 3:01
  - Bonus track de Estados Unidos en vinilo y Bonus Track de Japón en CD
14. "JC" (letra/voz Gordon) – 4:01
15. "Purr" (letra/voz Moore) – 4:21
16. "Créme Brûlèe"  (letra/voz Gordon) – 2:33

### Deluxe Edition: Lanzamiento en 2003
Todas las canciones fueron escritas por Sonic Youth, salvo donde se indique:

#### Disco Uno
Álbum Original
1. "100%" – 2:28
2. "Swimsuit Issue" – 2:57
3. "Theresa's Sound-World" – 5:27
4. "Drunken Butterfly" – 3:03
5. "Shoot" – 5:16
6. "Wish Fulfillment" – 3:24
7. "Sugar Kane" – 5:56
8. "Orange Rolls, Angel's Spit" – 4:17
9. "Youth Against Fascism" – 3:36
10. "Nic Fit" (Untouchables) – 0:59
11. "On the Strip" – 5:41
12. "Chapel Hill" – 4:46
13. "JC" – 4:01
14. "Purr" – 4:21
15. "Créme Brûlèe" – 2:33

Lados B
1. "Stalker" – 3:01
2. "Genetic" (letra/voz Ranaldo) – 3:35
3. "Hendrix Necro" (letra/voz Gordon) – 2:49
4. "The Destroyed Room" (letra/voz Gordon) – 3:21

#### Disco Dos
Lados B
1. "Is It My Body" (Alice Cooper) – 2:52
2. "Personality Crisis" (New York Dolls) – 3:41
3. "The End of the End of the Ugly" – 4:19
4. "Tamra" – 8:34

Demos
1. "Little Jammy Thing" – 2:20
2. "Lite Damage" – 5:22
3. "Dreamfinger" – 7:41
4. "Barracuda" – 4:22
5. "New White Kross" – 1:29
6. "Guido" – 3:50
7. "Stalker" – 3:37
8. "Moonface" – 4:44
9. "Poet in the Pit" – 2:41
10. "Theoretical Chaos" – 3:07
11. "Youth Against Fascism" – 5:03
12. "Wish Fulfillment" – 3:50

## Posicionamiento en listas

### Álbum
| Año  | Lista              | Posición |
| ---- | ------------------ | -------- |
| 1992 | UK Albums Chart    | 6        |
| 1992 | Listas de Suecia   | 26       |
| 1992 | Listas de Austria  | 37       |
| 1992 | Listas de Alemania | 59       |
| 1992 | Billboard Top 200  | 83       |

### Sencillos
| Año  | Canción                            | Lista              | Posición |
| ---- | ---------------------------------- | ------------------ | -------- |
| 1992 | "100%"                             | Modern Rock Tracks | 4        |
| 1992 | "100%"                             | UK Singles Chart   | 28       |
| 1992 | "Youth Against Fascism"            | UK Singles Chart   | 52       |
| 1993 | "Sugar Kane"                       | UK Singles Chart   | 26       |
| 1993 | "Whore's Moaning" (EP Australiano) | ARIA Charts        | 44       |